# Bromate de baryum
Le bromate de baryum est un composé toxique de brome et de baryum de formule Ba(BrO3)2.

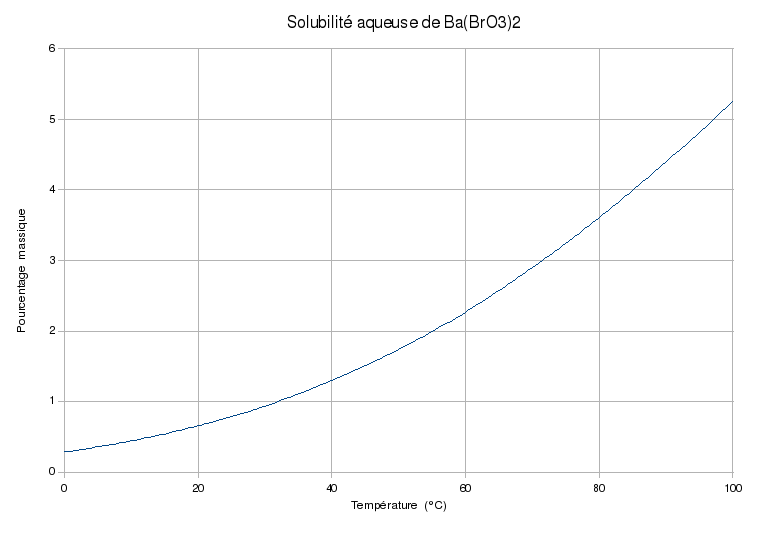
Solubilité aqueuse